# Дуванная (шахта)
Ша́хта «Дува́нная» — угледобывающее предприятие в городе Суходольск, Краснодонского городского совета Луганской области, (Украина), является структурным подразделением ПАО «Краснодонуголь». Официальное название СП «Шахта „Дуванная“». Была открыта в 1961 году с проектной мощностью 600 тысяч тонн угля в год.
Фактическая добыча 2500/760 тонн за сутки (2008). В 2007 году добыто 550 тысяч тонн угля, .
Максимальная глубина 592 м (2005—2008). Протяжённость подземных выработок 61,9/37,9 км (1990/1999). Шахтное поле вскрыто двумя вертикальными стволами. В 1990—1999 шахта разрабатывала пласты і3', k5н, k2в, l6в и k5н, k2, k2в мощностью 0,9—1,0/0,8—1,8 м, угол падения 22—33о. Шахта опасна из-за возможности внезапных выбросов угля и газа, взрывов угольной пыли, пласты склонны к самовозгоранию (і3').
Добыча угля ведётся механизированным комплексом 3КМД-90Т. Количество действующих очистных выбоев — 4/2/1, подготовительных — 12/8.
Количество работающих: 1457/919 человек, из них под землёй 309/134. Количество работающих в 2005 году составило 1567 человек.
26 марта 2003 года вследствие обрушения породы было смертельно травмировано 4 горняков.
Адрес: 94421, г. Суходольск, Луганская область, Украина.
С 01.11.2012 г. приостановлены работы по проведению горных выработок и ведению очистных работ. 
С 2013 года находится на стадии консервации.